# Nadéah
 (novembre 2011).
Si vous disposez d'ouvrages ou d'articles de référence ou si vous connaissez des sites web de qualité traitant du thème abordé ici, merci de compléter l'article en donnant les références utiles à sa vérifiabilité et en les liant à la section « Notes et références ».
Nadéah - de son vrai nom Nadeah Miranda (également dite « Deah » ou « Deah Miranda ») - est une chanteuse et auteure-compositrice-interprète australienne née le 31 décembre 1980 à Melbourne. Elle est cofondatrice du groupe The loveGods et a été la chanteuse de nombreux groupes français tels que Nouvelle Vague et B for Bang, avant de sortir son premier album solo Venus Gets Even en 2011.

## Biographie
Nadéah est née  à Melbourne d’un père d'origine italienne et d’une mère aux origines Portugaise, Indienne, Slave et Anglaise.
À 18 ans, elle part pour Londres, mais après avoir perdu son passeport durant son passage en France, elle décide de rester à Paris. Elle commence à chanter devant les cafés et rencontre ainsi Art Menuteau (qui deviendra son collaborateur et cofondateur du groupe The loveGods). Après l’enregistrement d’une démo, Déah et Art partent en Grande-Bretagne afin de poursuivre leur carrière. Ils signent en tant que duo chez Island/Universal, mais sans sortir d'album pendant deux ans. Ils créent le groupe de rock alternatif The loveGods et enregistrent deux albums et un EP. À la suite de la rupture de son mariage, Nadéah revient à Paris et rejoint Katia Labeque, Nicola Tescari et David Chalmin dans le projet B for Bang, avant de rencontrer Marc Collin et de le rejoindre dans le collectif français Nouvelle Vague.

## Carrière

### 2000-2006: The loveGods
En 2000, Art Menuteau et Nadéah signent en tant que Duo sur le label Island/ Universal. Après deux ans sans enregistrer d’album, le duo forme le groupe de rock, The loveGods. En 2003, le groupe sort un EP de quatre titres Give me a new God cos this one is Broken. Il se produit en première partie de The Fun Lovin’ Criminal pendant leur tournée en 2004 ainsi qu’au Festival Glastonbury. En 2004, The loveGods est élu meilleur groupe de rock « underground » par Radio One avec son titre Sadie Mercedes, puis se produit en première partie de Franz Ferdinand, Keane et Kelis à l’occasion du One Big Festival en Irlande. La même année, le groupe sort un mini album de neuf titres Between Dogs and Wolves et en 2005 l’album Audience of One. L’année suivante, The loveGods enregistre un Ep de six titres The Crossroad EP à Waxhaw en Caroline du Nord.

### 2007-2010: B For Bang, Hollywood Mon Amour et Nouvelle Vague
En 2007, Nadéah chante Happiness Is A Warm Gun sur le premier album de B for Bang et devient la chanteuse principale du groupe. Cette même année, elle rencontre Marc Collin qui l’invite à rejoindre le projet Hollywood Mon Amour puis Nouvelle Vague. Elle enregistre plusieurs titres sur l’album 3 de Nouvelle Vague en 2008 et sur l'album Couleur Sur Paris en 2010 puis elle accompagne le collectif français pour trois ans de tournée mondiale.

### 2010-Présent: Nadéah estVenus Gets Even
À Paris, elle rencontre le chef d’orchestre et compositeur Nicola Tescari, qui deviendra son arrangeur et producteur. Pendant sa tournée avec Nouvelle Vague, elle finalise son premier album solo Venus Gets Even. En 2010, elle chante une reprise de Radiohead Paranoid Android avec Charlie Winston dans l’émission Taratata et se produit en première partie de sa tournée Zenith. Elle se produit également en première partie d’AaRON, Moriarty et The Dø. Elle sort son premier EP Odile en France le 2 mai 2011 sur le label Cinq7. En septembre 2011, elle se produit sur la scène de Taratata avec son propre titre Whatever Lovers Say et une reprise de Van Morrison Gloria avec Lilly Wood and the Prick. Le 19 septembre 2011, elle sort son premier album solo Venus Gets Even. Elle devient égérie publicitaire de la marque de vêtements IKKS women en 2012.

## Discographie

### The loveGods
- Between Dogs And Wolves (2004) (Bread Records)
- Audience Of One (2005) (Bread Records)

### Solo

#### Albums studio
- Venus Gets Even (2011)
- While the Heart Beats (2016)
- Milk Teeth (2021)

#### Bande originale de série
- Questo Nostro Amore 70s (2014)

#### EP
- Whatever Lovers Say (2012)